# アレクシス・デイビス
アレクシス・デイビス（Alexis Davis、1984年10月4日 - ）は、カナダの女性総合格闘家。オンタリオ州ポートコルボーン出身。アメリカ合衆国カリフォルニア州在住。カイオ・テハBJJ所属。初めてUFCに出場したカナダ人女子選手。

## 来歴
ジャッキー・チェン、ジェット・リー、ジャン＝クロード・ヴァン・ダムなどのアクション映画のファンで格闘技に興味を持ち、16歳から柔術、18歳からブラジリアン柔術を始めた。
2007年4月7日、総合格闘技デビュー戦でサラ・カフマンと対戦し、TKOで敗戦するが、それから6連勝を記録する。
2009年1月23日、タラ・ラローサと対戦してTKO（ドクターストップ）で敗れる。
2010年3月27日、シェイナ・ベイズラーと対戦し0-3の判定負け。

### Strikeforce
2011年9月10日、Strikeforce: Barnett vs. Kharitonovでアマンダ・ヌネスと対戦してTKO勝利。
2012年3月3日、Strikeforce: Tate vs. Rouseyでサラ・カフマンと対戦して0-2の判定で敗れる。

### Invicta FC
2012年7月28日、Invicta FC 2で赤野仁美と対戦し、チョークスリーパーで勝利。
2013年6月5日 、Invicta FC 4でシェイナ・ベイズラーと対戦し、チョークスリーパーで勝利。Invicta FCのファイト・オブ・ザ・ナイトを受賞した。

### UFC
2013年6月15日、UFCデビュー戦をUFC 161でロジー・セクストンと対戦し、判定勝利。
2013年11月6日、UFC: Fight for the Troops 3で女子バンタム級ランキング4位のリズ・カムーシェと対戦して、判定勝利。
2014年2月22日、UFC 170で女子バンタム級ランキング5位のジェシカ・アイと対戦して、2-1の判定勝利。5連勝を飾る。
2014年7月5日、UFC 175でUFC女子世界バンタム級王者のロンダ・ラウジーに挑戦し、パウンドで開始16秒のTKO負け。王座獲得に失敗した。
2015年4月25日、UFC 186で女子バンタム級ランキング5位のサラ・カフマンと対戦し、腕ひしぎ十字固めで一本勝ち。
2016年12月3日、The Ultimate Fighter 24 Finaleで女子バンタム級ランキング7位のサラ・マクマンと対戦し、肩固めで一本負け。
2018年7月28日、UFC on FOX 30で女子フライ級ランキング7位のケイトリン・チュケイギアンと対戦し、判定負け。
2021年6月12日、UFC 263で女子フライ級ランキング11位のパニー・キアンザドと対戦し、判定負け。

## 戦績
| 総合格闘技 戦績 | 総合格闘技 戦績 | 総合格闘技 戦績 | 総合格闘技 戦績 | 総合格闘技 戦績 | 総合格闘技 戦績 | 総合格闘技 戦績 |
| --------------- | --------------- | --------------- | --------------- | --------------- | --------------- | --------------- |
| 32 試合         | (T)KO           | 一本            | 判定            | その他          | 引き分け        | 無効試合        |
| 21 勝           | 2               | 8               | 11              | 0               | 0               | 0               |
| 11 敗           | 3               | 1               | 7               | 0               | 0               | 0               |

| 勝敗 | 対戦相手                   | 試合結果                        | 大会名                                                               | 開催年月日     |
| ○    | ユリア・ストリアレンコ     | 5分3R終了 判定3-0               | UFC Fight Night: Hermansson vs. Strickland                           | 2022年2月5日   |
| ×    | パニー・キアンザド         | 5分3R終了 判定0-3               | UFC 263: Adesanya vs. Vettori 2                                      | 2021年6月12日  |
| ○    | サビーナ・マゾ             | 5分3R終了 判定3-0               | UFC Fight Night: Rozenstruik vs. Gane                                | 2021年2月27日  |
| ×    | ビビアン・アラウジョ       | 5分3R終了 判定0-3               | UFC 240: Holloway vs. Edgar                                          | 2019年7月27日  |
| ×    | ジェニファー・マイア       | 5分3R終了 判定0-3               | UFC Fight Night: Thompson vs. Pettis                                 | 2019年3月23日  |
| ×    | ケイトリン・チュケイギアン | 5分3R終了 判定0-3               | UFC on FOX 30: Alvarez vs. Poirier 2                                 | 2018年7月28日  |
| ○    | リズ・カムーシェ           | 5分3R終了 判定2-1               | UFC Fight Night: Swanson vs. Ortega                                  | 2017年12月9日  |
| ○    | シンディ・ダンドワ         | 5分3R終了 判定3-0               | UFC Fight Night: Swanson vs. Lobov                                   | 2017年4月22日  |
| ×    | サラ・マクマン             | 2R 2:52 肩固め                  | The Ultimate Fighter 24 Finale                                       | 2016年12月3日  |
| ○    | サラ・カフマン             | 2R 1:52 腕ひしぎ十字固め        | UFC 186: Johnson vs. Horiguchi                                       | 2015年4月25日  |
| ×    | ロンダ・ラウジー           | 1R 0:16 KO（パウンド）          | UFC 175: Weidman vs. Machida 【UFC世界女子バンタム級タイトルマッチ】 | 2014年7月5日   |
| ○    | ジェシカ・アイ             | 5分3R終了 判定2-1               | UFC 170: Rousey vs. McMann                                           | 2014年2月22日  |
| ○    | リズ・カムーシェ           | 5分3R終了 判定3-0               | UFC: Fight for the Troops 3                                          | 2013年11月6日  |
| ○    | ロジー・セクストン         | 5分3R終了 判定3-0               | UFC 161: Evans vs. Henderson                                         | 2013年6月15日  |
| ○    | シェイナ・ベイズラー       | 3R 0:58 チョークスリーパー      | Invicta FC 4: Esparza vs. Hyatt                                      | 2013年6月5日   |
| ○    | 赤野仁美                   | 2R 3:41 チョークスリーパー      | Invicta FC 2: Baszler vs. McMann                                     | 2012年7月28日  |
| ×    | サラ・カフマン             | 5分3R終了 判定0-2               | Strikeforce: Tate vs. Rousey                                         | 2012年3月3日   |
| ○    | アマンダ・ヌネス           | 2R 4:53 TKO（パウンド）         | Strikeforce: Barnett vs. Kharitonov                                  | 2011年9月10日  |
| ○    | ジュリー・ケッジー         | 5分3R終了 判定3-0               | Strikeforce: Fedor vs. Henderson                                     | 2011年7月30日  |
| ○    | トーニャ・エヴァンジャー   | 1R 1:25 チョークスリーパー      | RW 10: Mayhem in the Mist 5 【RW女子バンタム級タイトルマッチ】       | 2010年11月6日  |
| ×    | エレーナ・マックスウェル   | 5分3R終了 判定0-3               | RW 9: Mayhem in the Mist 4 【RW女子バンタム級タイトルマッチ】        | 2010年8月28日  |
| ○    | トーニャ・エヴァンジャー   | 3R 1:47 チョークスリーパー      | RW 7: Mayhem in the Mist 3 【RW女子バンタム級タイトルマッチ】        | 2010年5月8日   |
| ×    | シェイナ・ベイズラー       | 5分3R終了 判定0-3               | Freestyle Cage Fighting 40                                           | 2010年3月27日  |
| ○    | モーリー・ヘイゼル         | 5分5R終了 判定3-0               | RW 5: Mayhem in the Mist 【RW女子バンタム級王座決定戦】              | 2009年10月10日 |
| ×    | タラ・ラローサ             | 3R 4:23 TKO（ドクターストップ） | Extreme Challenge: The War At The Shore                              | 2009年1月23日  |
| ○    | マルガリータ・コルミコワ   | 1R 1:02 チョークスリーパー      | USFL: War in the Woods 5                                             | 2008年11月29日 |
| ○    | ケイト・ロイ               | 1R 3:09 腕ひしぎ十字固め        | Ultimate Cage Wars 12                                                | 2008年6月27日  |
| ○    | リズベス・カレイロ         | 5分3R終了 判定3-0               | FFF 4: Call of the Wild                                              | 2008年4月3日   |
| ○    | ヴァレリー・レターノー     | 5分3R終了 判定2-1               | TKO 31: Young Guns                                                   | 2007年12月14日 |
| ○    | タンナヤ・ハンテルマン     | 1R 1:09 腕ひしぎ十字固め        | ECC 6: Hometown Heroes                                               | 2007年8月20日  |
| ○    | ジョディ・ウォズワース     | 1R 3:17 TKO（パンチ連打）       | KO Boxing: Warzone                                                   | 2007年5月6日   |
| ×    | サラ・カフマン             | 3R TKO（パンチ連打）            | UCW 7: Anarchy                                                       | 2006年6月3日   |

## 獲得タイトル
- RW女子バンタム級王座（2009年）
- RW女子バンタム級王座（2010年）

## 表彰
- ブラジリアン柔術 黒帯
- 柔術 黒帯
- Invicta FC ファイト・オブ・ザ・ナイト（1回）